# Tata Chemicals Europe
Tata Chemicals Europe è una compagnia chimica con sede nel Regno Unito. È controllata da Tata Chemicals Limited, che fa parte a sua volta del gruppo indiano Tata Group.
I supo principali prodotti sono carbonato di sodio, bicarbonato di sodio, cloruro di calcio e altri prodotti chimici correlati.
In particolare è la seconda produttrice a livello mondiale di carbonato di sodio.

## Storia
"Tata Chemicals Europe" è il nome assegnato alla Brunner Mond (UK) Limited dopo che questa fu acquistata dalla Tata Chemicals.  La nascita della Brunner Mond risale al 1873, in seguito ad una partnership tra John Brunner e Ludwig Mond.